# 埃斯皮纳斯
埃斯皮纳斯（法語：Espinasses，法語發音：[ɛspinas]）是法国上阿尔卑斯省的一个市镇，属于加普区。

## 地理
埃斯皮纳斯（44°28'0"N, 6°13'29"E）面积13.86 平方千米，位于法国普罗旺斯-阿尔卑斯-蓝色海岸大区上阿尔卑斯省，该省份为法国东南部内陆省份，北起萨瓦省，西北接伊泽尔省，西南接德龙省，南至上普罗旺斯阿尔卑斯省，东北部与意大利接壤。
与埃斯皮纳斯接壤的市镇（或旧市镇、城区）包括：阿旺松、绍尔日、蒙加尔丹、罗什布吕讷、鲁塞、泰于、于拜-塞尔蓬松。

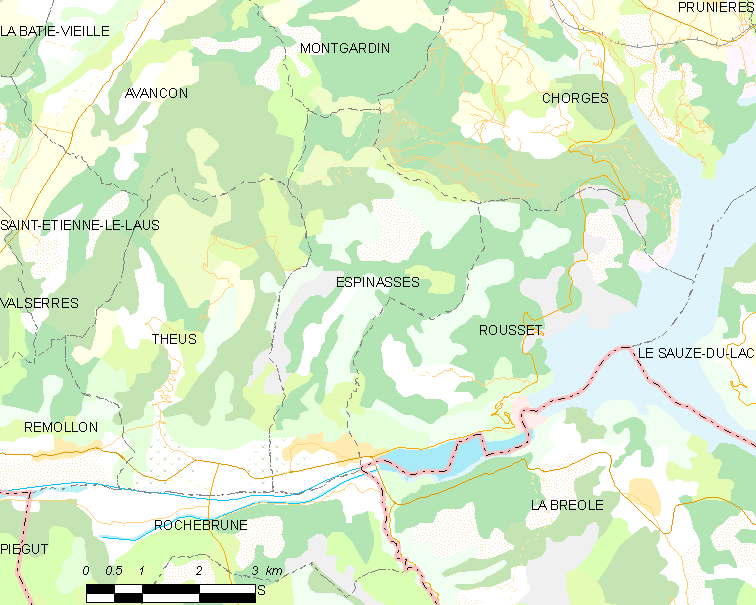
埃斯皮纳斯的OSM定位图

埃斯皮纳斯的时区为UTC+01:00、UTC+02:00（夏令时）。

## 行政
埃斯皮纳斯的邮政编码为05190，INSEE市镇编码为05050。

## 政治
埃斯皮纳斯所属的省级选区为绍尔日县。

## 人口

1962-2008年间埃斯皮纳斯人口变化图示

埃斯皮纳斯于2022年1月1日时的人口数量为792人。